# Anna Dobek
Anna Dobek (* 7. Juni 1996) ist eine polnische Sprinterin.

## Sportliche Laufbahn
Erste internationale Erfahrungen sammelte Anna Dobek bei den IAAF World Relays 2019 in Yokohama, bei denen sie mit der gemischten Staffel in 3:42,14 min den vierten Platz belegte. Anschließend gelangte sie bei der Sommer-Universiade in Neapel im 400-Meter-Lauf bis in das Halbfinale, in dem sie mit 53,70 s ausschied. Zudem belegte sie mit der polnischen 4-mal-400-Meter-Staffel in 3:34,01 min den vierten Platz belegte.
2017 wurde Dobek polnische Hallenmeisterin in der 4-mal-200-Meter-Staffel.

## Persönliche Bestleistungen
- 400 Meter: 53,02 s, 12. Juni 2019 in Bydgoszcz
  - 400 Meter (Halle): 54,06 s, 16. Februar 2019 in Toruń